# Tadeusz Kryska-Karski
Tadeusz Kryska-Karski (ur. 20 kwietnia 1922 we Lwowie, zm. 15 marca 2011 w Devon) – polski żołnierz, historyk, pracownik Rozgłośni Polskiej Radia Wolna Europa.

## Życiorys
Od 1934 kształcił się w Korpusie Kadetów Nr 1 we Lwowie. Planował wstąpić do szkoły podchorążych lotnictwa wojskowego RP i z tego względu pod koniec sierpnia 1939 odbywał kurs szybowcowy w Ustianowej. Po przybyciu wówczas do szkoły korpusu we Lwowie został przydzielony do batalionu wartowniczego, a po wybuchu II wojny światowej 1 września 1939 podczas kampanii wrześniowej 1939 brał udział w obronie Lwowa. Został dowódcą trzeciego plutonu 3 kompanii (dowodzonej przez por. rez. Tadeusza Kratochwila) Ochotniczego Batalionu Obrony Lwowa (dowodzonego przez kpt. Kosińskiego wzgl. Zielińskiego), formowanego w Szkole Marii Magdaleny. Uczestniczył w walkach zaczepnych z Niemcami. Odniósł ranę głowy na Hołosku, po czym przez pewien czas przebywał w szpitalu na Politechnice. Został wzięty do niewoli przez sowietów, przebywał w Szepietówce, po czym uciekł i przez Lwów, zbiegł na Węgry, a dalej przedostał się do Francji. Tam walczył w kampanii 1940. Następnie był internowany w Szwajcarii. W 1944 przedostał się do 2 Korpusu i walczył w kampanii włoskiej. 
Po wojnie zamieszkał w Wielkiej Brytanii. Początkowo pracował fizycznie. W 1957 ukończył studia historyczne na Uniwersytecie w Birmingham, gdzie obronił także pracę doktorską. W latach 1957–1966 był pracownikiem Rozgłośni Polskiej Radia Wolna Europa, w latach 1966–1988 korespondentem RWE w Londynie. Jest autorem wielu prac poświęconych historii wojskowości. Od 1982 wydawał kwartalnik „Materiały do historii Wojska Polskiego”.

## Twórczość
- Generałowie Polski Niepodległej (Londyn 1976-1977, 188 str.; uzup. i popr. Warszawa 1991, 207 str., Editions Spotkania; współautor: Stanisław Żurakowski)[9][10][11][12]
- Lwowski kadet 1934-39: umundurowanie, broń (1983)
- Materiały do historii Wojska Polskiego (Londyn, nr 1-6, 1982- )
- Oficerowie i podchorążowie II Rzeczypospolitej (2001-2004)
- Straty korpusu oficerów artylerii WP 1939-1945 (Londyn 1979, 68 str.)
- Straty korpusu oficerskiego 1939-1945 (Londyn 1996, 639 str.)

## Ordery i odznaczenia
- Krzyż Komandorski Orderu Odrodzenia Polski (11 grudnia 2009)[13]
- Krzyż Oficerski Orderu Odrodzenia Polski (11 listopada 1990)[14]
- Krzyż Kawalerski Orderu Odrodzenia Polski (11 listopada 1974)[15]
- Złoty Krzyż Zasługi – dwukrotnie (1973[16], 1976[17])
- Srebrna odznaka honorowa Koła Lwowian w Londynie (1970)[18]
- Złota odznaka honorowa Koła Lwowian w Londynie (17 grudnia 1979)[19]